# Cucumis kalahariensis
Cucumis kalahariensis är en gurkväxtart som beskrevs av Adrianus Dirk Jacob Meeuse. Cucumis kalahariensis ingår i släktet gurkor, och familjen gurkväxter. Inga underarter finns listade i Catalogue of Life.